# الولاية الحادية والخمسون

علم الولايات المتحدة صًممت واُستُخدمت كرمز من قِبل مؤيدي التحول إلى ولاية أمريكية في مختلف المناطق.

«الولاية الحادية والخمسون»، في الحوار السياسي الأمريكي، هو تعبير يشير إلى مناطق تؤخذ في الاعتبار بشكل جدي أو هزلي لأن تُضاف إلى الخمسين ولاية أمريكية الذين يشكلون حالياً الولايات المتحدة الأمريكية.
سكان واشنطن العاصمة وبورتوريكو صوتوا في استفتاء غير ملزم بأن يصبحوا ولاية أمريكية  ولكي تصبح ولاية يجيب الحصول على موافقة الكونغرس. ساموا الأمريكية، غوام،جزر ماريانا الشمالية وجزر العذراء الأمريكية هم تبعيات الولايات المتحدة الأمريكية ومن الممكن أن يصبحوا ولاية أمريكية.
التعبير «الولاية الحادية والخمسون» يمكن أن يُستخدم بشكل إيجابي، ليعني منطقة أو أرض متحالفة ومؤيدة ومحبذة للولايات المتحدة كما لو كانت «الولاية الحادية والخمسون». ويمكن أن يستخدم أيضاً بشكل سلبي، ليعني المنطقة أو الأرض التي ينظر إليها على أنها تحت التأثير أو السيطرة الأمريكية المفرطة. في مختلف بلدان العالم، الأشخاص الذين يعتقدون أن ثقافتهم الوطنية و/أو المحلية أصبحت مأمركة للغاية، يستخدمون أحياناً مصطلح «الولاية الحادية والخمسون» للإشارة إلى بلدانهم.